# NGC 3064
NGC 3064 (również PGC 28638) – galaktyka spiralna (Sbc), znajdująca się w gwiazdozbiorze Sekstantu. Odkrył ją 23 lutego 1886 roku Francis Leavenworth.